# 厦门海堤
厦门海堤是福建省厦门市辖区内高集海堤和集杏海堤的总称，其修筑工程开工于1953年秋。其中高集海堤将厦门岛上的高崎与集美街道相连，总长2212米，宽29米，于1955年秋竣工；集杏海堤将集美街道与杏滨街道杏林村相连，总长2820米，于1956年底竣工。由于两条海堤总长5032米，故又称为十里长堤。